# Велька-Франкова
Велька-Франкова (словац. Veľká Franková) — село и одноимённая община в районе Кежмарок Прешовского края Словакии. В письменных источниках начинает упоминаться с 1296 года.

## География
Село расположено в западной части края, вблизи государственной границей с Польшей, в пределах горного массива Спишска-Магура, при автодороге 3109. Абсолютная высота — 654 метра над уровнем моря. Площадь муниципалитета составляет 10,59 км².

## Население
| Год:                | 1994 | 2004    | 2014    | 2024    |
| ------------------- | ---- | ------- | ------- | ------- |
| Количество человек: | 354  | 378     | 351     | 333     |
| Разница:            |      | +6,77 % | −7,14 % | −5,12 % |

По данным последней официальной переписи 2011 года, численность населения Велька-Франковы составляла 350 человек.
Национальный состав населения (по данным переписи населения 2011 года):
| Национальность | Численность, человек |
| -------------- | -------------------- |
| словаки        | 347                  |
| украинцы       | 2                    |
| чехи           | 1                    |
| поляки         | 1                    |